# 本戸村 (熊本県)
本戸村（ほんどむら）は熊本県の天草諸島、天草下島に存在していた村。

## 歴史
- 1889年（明治22年）4月1日 - 町村制の施行に伴い、本戸馬場村、広瀬村、本泉村が合併し成立。
- 1935年（昭和10年）4月1日 - 本渡町へ編入。